# Villeneuve-Renneville

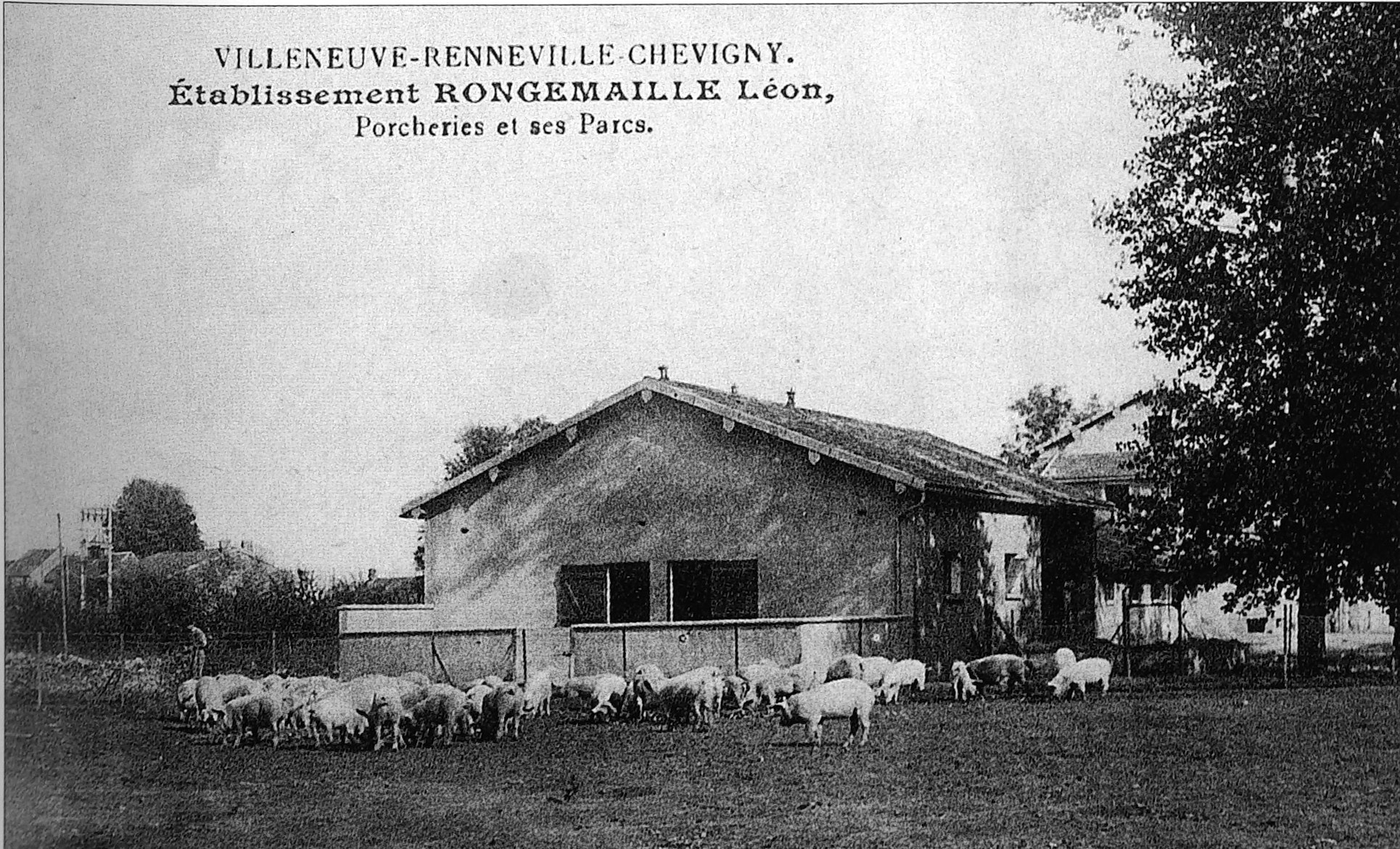
Ferme à Villeneuve.

Villeneuve-Renneville est une ancienne commune de la Marne qui a existé de 1858 à 1865. Elle a été créée en 1858 par la fusion de Villeneuve-lès-Rouffy et Renneville. En 1865, elle a fusionné avec Chevigny pour former la nouvelle commune de Villeneuve-Renneville-Chevigny.

## Toponymie
Villeneuve est attesté sous les formes Ville-Nove, Villenueve (vers 1222) ; Villa Nova, Villanova juxta Virtutum (vers 1252) ; Villa Nova juxta Chevigny (1268) ; Vilenueve (vers 1274) ; Villeneuve (1506) ; Villeneuve-lez-Rouffy.

Toponyme composé de ville et de neuve → voir Neuville pour un équivalent.
Renneville est attesté sous les formes Raineville, Rainneville, Reinneville (vers 1252) ; Raigne-Ville (1263) ; Ranavilla (1405) ; Ravilla (sic (1542) ; Reneville (1605).